# Incidente de Outubro
O Incidente de Outubro (十月事件, Jūgatsu Jiken), também conhecido como o Incidente das Cores Imperiais (錦旗革命事件, Kinki Kakumei Jiken), foi uma tentativa abortada de golpe de Estado no Império do Japão em 21 de outubro de 1931, lançada pela sociedade secreta Sakurakai dentro do Exército Imperial Japonês, auxiliada por civis grupos ultranacionalistas.

## Antecedentes e história
Tendo falhado em substituir o governo por uma ditadura militar totalitária no golpe de estado abortado do Incidente de Março de 1931, o tenente-coronel Kingoro Hashimoto do Sakurakai e seus apoiadores civis ultranacionalistas, incluindo Shūmei Ōkawa, resolveram tentar novamente em outubro de 1931. Logo após a invasão japonesa da Manchúria pelo Exército Kwantung, sem autorização prévia do Gabinete do Estado-Maior do Exército Imperial Japonês e apesar das objeções contínuas do governo civil japonês, o capitão Isamu Chō retornou secretamente ao Japão (sem ordens) do norte da China para liderar a conspiração para "impedir que o governo desperdiçasse os frutos de nossa vitória na Manchúria". Ele foi capaz de recrutar o apoio de 120 membros dos Sakurakai, dez companhias de tropas da Guarda Imperial e dez aviões bombardeiros da Marinha Imperial Japonesa.
Os principais elementos do enredo incluíam:
- Estadistas e funcionários importantes, como o primeiro-ministro Wakatsuki Reijirō, o Grande Camareiro Saitō Makoto, o príncipe Saionji Kinmochi, o Lorde Guardião do Selo Privado Makino Nobuaki e o ministro das Relações Exteriores Kijūrō Shidehara deveriam ser assassinados.
- O Palácio Imperial, a Sede da Polícia Metropolitana de Tóquio e outros prédios importantes do governo deveriam ser apreendidos por tropas leais aos Sakurakai
- Um novo gabinete seria formado sob os auspícios do general Sadao Araki, chefe da facção radical Imperial Way. O novo governo proibiria os partidos políticos e consolidaria os recentes ganhos territoriais do Japão na Manchúria.
- O Imperador seria forçado a aceitar esta Restauração Shōwa, mesmo que sob ameaça de violência.

No entanto, elementos mais jovens dentro da conspiração passaram a duvidar de seus líderes e se separaram da trama. Além disso, houve vazamentos que chegaram ao ministro da Guerra, general Jirō Minami. Ele pediu ao general Sadao Araki que pacificasse os descontentes. Araki então tentou argumentar com Hashimoto e Chō, mas eles se recusaram a abandonar seu esquema e Araki os prendeu pela Kempeitai - polícia militar - em 17 de outubro de 1931. As punições por este golpe abortado foram ainda mais brandas do que pelo incidente anterior de março, já que o general Minami desculpou publicamente a trama como simplesmente um excesso de zelo patriótico. Hashimoto foi condenado a 20 dias de prisão domiciliar, Chō a 10 dias e os outros líderes foram simplesmente transferidos.

## Consequências
O Incidente de Outubro, também conhecido como o "Incidente das Cores Imperiais", terminou em aparente fracasso e resultou na dissolução do Sakurakai. No entanto, a leveza das punições apenas encorajou mais tentativas de intervenção militar no governo, culminando no Incidente de 26 de fevereiro de 1936.